# Johann Friedrich von und zu Mansbach
Johann Friedrich baron von und zu Mansbach (26. oktober 1744 på Mansbach – 15. marts 1803 på Frederiksten) var en dansk officer, far til Carl von und zu Mansbach.
Han var herre til det adelige gods Mansbach i kredsen Hersfeld i Kurhessen, hvor han blev født 26. oktober 1744. Hans forældre var hessisk ritmester Friedrich Wilhelm von und zu Mansbach, af gammel tysk adel, og Sophia f. Bernstein. J.F. von und zu Mansbach var, før han kom til Norden, officer i Hessen-Kassel, blev dansk oberstløjtnant med anciennitet fra 5. november 1772 og ansattes ved Dronningens Livregiment til fods, blev 1774 kammerherre, naturaliseredes 1776 som dansk friherrelig adelsmand, blev 1783 oberst (med anciennitet fra 1779) og chef for 2. vesterlenske nationale infanteriregiment, 1785 chef for 2. smålenske nationale infanteriregiment, 1787 chef for søndenfjeldske gevorbne infanteriregiment og inspektør over infanteriet søndenfjelds, 1788 generalmajor og førte samme år en feltbrigade under indfaldet i Sverige. Under våbenstilstanden samme høst fik Mansbach kommandoen i Dalsland og den ifølge konventionen besatte del af Værmland. 1790 blev han kommanderende general søndenfjelds i Norge, samme år kommandant på Frederiksten, 1791 Ridder af Dannebrog og 1802 generalløjtnant (med anciennitet fra 1789).
Under rustningerne mod England 1801 kommanderede han den troppestyrke, der skulle dække kysterne af Jarlsbergs og Laurvigs grevskaber. Han stod i tjenesten som regimentschef, kommandant og kommanderende general, til han 15. marts 1803 døde på Frederiksten. Han er begravet i Halden, hvor gravmælet er udført af Charles Stanley.
Han var gift med Isabella f. Oldenburg (1769-1855), datter af generalmajor Adam Christopher Oldenburg og dennes 1. hustru, Maria f. Schøller.